# Hoppla, här kommer jag!
Hoppla, här kommer jag! är en tysk komedifilm från 1932 i regi av Paul Martin. I huvudrollen ses Hans Albers som en fattig man som vinner en stor summa pengar och lådsas vara rikare än han är när han träffar på den vackra Helene (Käthe von Nagy).

## Rollista
- Hans Albers - Hans Kühnert
- Käthe von Nagy - Helene
- Julius Falkenstein - Ponta
- Hans Brausewetter - Hunter
- Frida Richard - Kühnerts mor
- Max Gülstorff - hotelldirektör
- Adele Sandrock - äldre damen på hotellet
- Alfred Beierle
- Eugen Burg